# مانويل هيكتور
مانويل هيكتور (بالبرتغالية: Manuel Casimiro‏) هو رسام ومصور برتغالي، ولد في 1941 في بورتو في البرتغال.

## وصلات خارجية
- الموقع الرسمي